# Belarussische Söldner in der Elfenbeinküste
Die belarussischen Söldner in der Elfenbeinküste waren eine Gruppe ehemaliger Piloten und Techniker der Belarussischen Streitkräfte. Pensionierte Soldaten arbeiteten während des Ivorischen Krieges (2002–2007) für Präsident Laurent Gbagbo. Vermutlich handelten die Söldner unter der Schirmherrschaft der Regierungen Frankreichs und Belarus.
Die Belarussen hatten afrikanische Piloten, die zuvor mit dem französischen Alpha Jet geflogen waren, für den Betrieb sowjetischer Su-25-Erdkampfflugzeuge umgeschult. Dabei flogen gemischte Besatzungen aus ivorischen und belarussischen Piloten. Am 6. November kam es zu einem versehentlichen oder absichtlichen Angriff auf eine französische Basis in Bouaké an. Der Vorfall führte zur Eroberung des Flugplatzes Yamoussoukro durch die ivorischen Truppen und zu Aktionen der Miliz Jeunes Patriotes in Abidjan. Danach verließen die Belarussen sofort das Land. Jahre später wurde ein Strafverfahren wegen Mordes gegen die Soldaten eingeleitet. Einer der Söldner (Jurij Suschkin) wurde in Abwesenheit zu lebenslanger Haft verurteilt.
Zu dieser Zeit befanden sich in der Elfenbeinküste neben Bürgern Belarus’ auch Flugzeugspezialisten aus Russland und der Ukraine.